# Anupam Kher
Pour les articles homonymes, voir Kher.
Anupam Kher est un acteur, réalisateur et producteur de films indien, né le 7 mars 1955 à Shimla.
Il a joué dans plus de 200 films. De 2018 à 2021, il interprète le Dr Vijay Kapoor dans la série New Amsterdam.

## Biographie

### Enfance et formation
Il a un frère, Raju Kher (en) également acteur.

### Carrière
À l'instar de Amrish Puri, Anupam Kher est une figure incontournable dans la production bollywoodienne de ces 20 dernières années.
Il apprend la comédie à l'École nationale de théâtre (National School of Drama) à New Delhi, où il obtient une médaille d'or. Il commence sa carrière par le théâtre.
Dès 1984, il obtient une récompense pour son rôle dans Saaransh, un des premiers films dans lequel il tourne. Daddy (1989) lui vaut les faveurs de la critique. En 2002, Joue-la comme Beckham lui permet d'élargir le cercle de ses admirateurs.
Habitué aux seconds rôles, ses prestations n'en sont pas moins inoubliables. On retiendra particulièrement son rôle de père compréhensif dans Dilwale Dulhania Le Jayenge, de proviseur débonnaire dans Kuch Kuch Hota Hai, ou de procureur intraitable dans Veer-Zaara. Très attaché aux valeurs traditionnelles de l'Inde, il produit en 2005 Maine Gandhi Ko Nahin Mara, un drame inspiré des enseignements du Mahatma Gandhi.
Parallèlement à son métier d'acteur, il a longtemps occupé la place de directeur au sein du comité de censure indien.

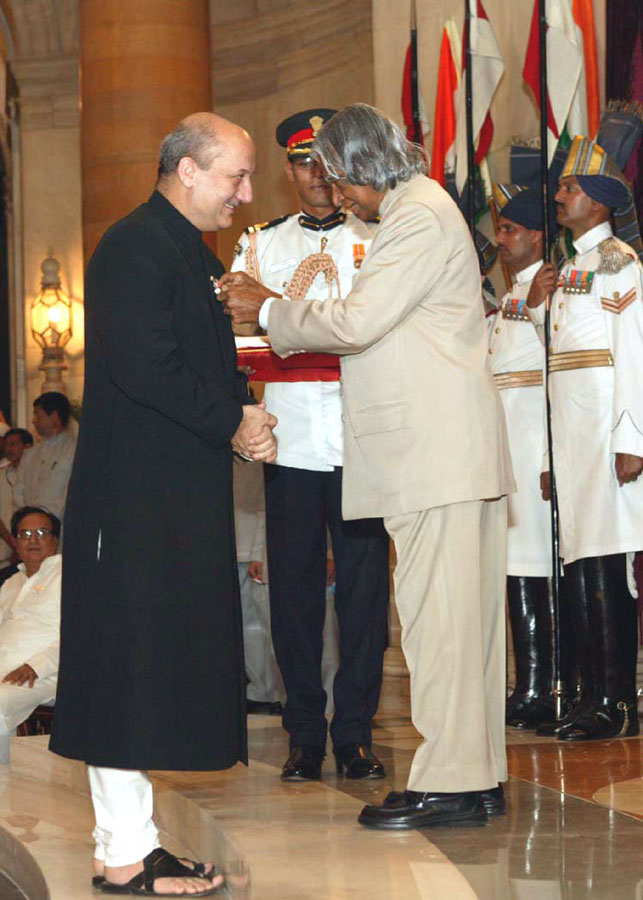
Le président, Avul Pakir Jainulabdeen Abdul Kalam remettant le prix Padma Shri à Anupam Kher, lors d'une cérémonie d'investiture, à Rashtrapati Bhavan, à New Delhi le 30 juin 2004.

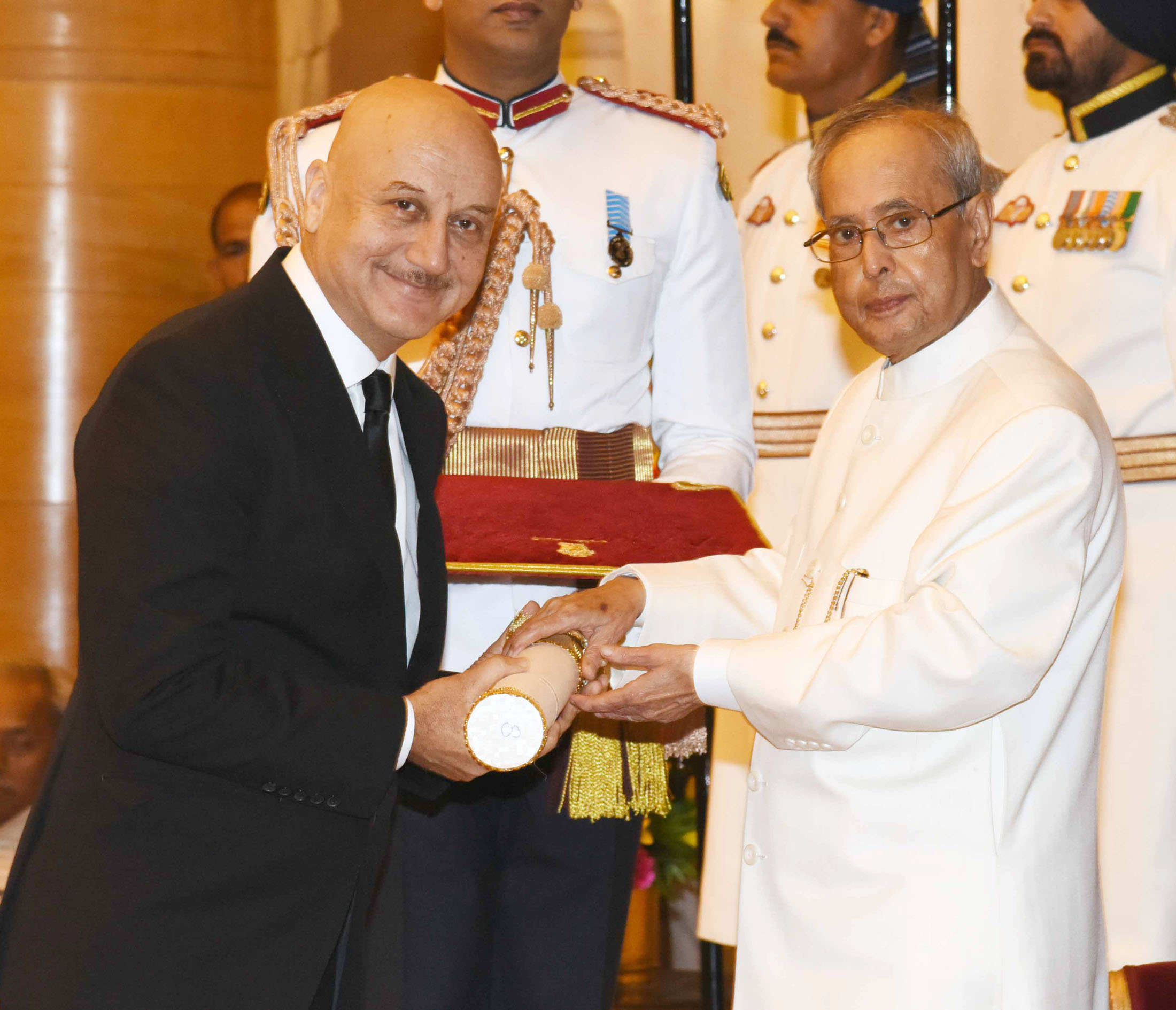
Le président, Pranab Mukherjee remettant le prix Padma Bhushan à Anupam Kher, lors d'une cérémonie d'investiture civile, à Rashtrapati Bhavan, à New Delhi le 28 mars 2016.

Le 30 juin 2004, il a été récompensé par le président indien Avul Pakir Jainulabdeen Abdul Kalam du prix Padma Shri pour sa contribution au cinéma national lors d'une cérémonie d'investiture à Rashtrapati Bhavan à New Delhi.
En 2014, il joue dans le film Happy New Year réalisé par Farah Khan, avec Shahrukh Khan, Abhishek Bachchan et Deepika Padukone. Le film remporte 15 prix et 24 nominations.
De 2015 à 2018, il a incarné Sanyam Dandekar, le père de Kala Dandekar-Rasal, dans la série Sense8 créée par J. Michael Straczynski, Lilly et Lana Wachowski aux côtés de Freema Agyeman, Tina Desai et Naveen Andrews. Le 1er juin 2017, Netflix annonce l'annulation de la série quelques semaines après la mise en ligne de la deuxième saison.
Le 28 mars 2016, il a été récompensé par le président, Pranab Mukherjee du prix Padma Bhushan, décoration civile décernée par le gouvernement indien à Rashtrapati Bhavan à New Delhi.
En 2017, il joue dans le film Toilettes : une histoire d'amour de Shree Narayan Singh (en) avec Akshay Kumar, Bhumi Pednekar et Divyendu Sharma (en). Le film remporte 4 prix et 6 nominations. Ainsi que dans la comédie romantique, The Big Sick réalisé par Michael Showalter avec Kumail Nanjiani, Ray Romano, Holly Hunter et Zoe Kazan. Le film remporte 17 prix et 94 nominations dont 1 pour l'Oscar du meilleur scénario original.
En 2018, il joue dans le film Attaque à Mumbai, un drame historique indo-australo-américain coécrit et réalisé par Anthony Maras avec Dev Patel, Armie Hammer et Nazanin Boniadi. Le film est inspiré par le documentaire Surviving Mumbay retraçant les attaques terroristes à Bombay de novembre 2008. Le film remporte 7 prix et 13 nominations.
Depuis 2018, il est à l'affiche de la nouvelle série médicale, New Amsterdam créée par David Schulner et basée sur le livre Twelve Patients d'Eric Manheimer, diffusée depuis le 25 septembre 2018 sur le réseau NBC. Il interprète le Dr Vijay Kapoor, chef de service du département neurologie de l'un des plus vieux hôpitaux des États-Unis aux côtés de Ryan Eggold, Janet Montgomery, Jocko Sims, Freema Agyeman et Tyler Labine.

### Vie privée
Depuis 1985, il est marié à l'actrice Kiron Kher qu’il a rencontré en 1974. Le couple a un fils, Sikandar Kher (en), lui-même acteur.

## Filmographie

### Acteur

#### Années 1980 - 2000
- 1982 : Apmaan d'Ami Asthana
- 1984 : Jawaani de Ramesh Behl
- 1984 : Utsav de Girish Karnad
- 1984 : Saaransh de Mahesh Bhatt
- 1985 : Satyamev Jayate de Raj N. Sippy
- 1985 : Janam de Mahesh Bhatt - téléfilm
- 1985 : Aitbaar de Mukul Anand
- 1985 : Arjun de Rahul Rawail
- 1985 : Wafadaar de Narayana Rao Dasari et Pilla Srinivas
- 1985 : Hum Naujawan de Dev Anand
- 1986 : Palay Khan de Ashim S. Samanta
- 1986 : Raosaheb de Vijaya Mehta
- 1986 : Duty de Ravikant Nagaich
- 1986 : Jeeva de Raj N. Sippy
- 1986 : Insaaf Ki Awaaz de D. Rama Naidu
- 1986 : Allah Rakha de Ketan Desai
- 1986 : Kala Dhanda Goray Log de Sanjay Khan
- 1986 : Aakhree Raasta de K. Bhagyaraja
- 1986 : Karma de Subhash Ghai
- 1986 : Samundar de Rahul Rawail
- 1987 : Zevar de Basu Chatterjee
- 1987 : Dozakh de Suhaas Khandke
- 1987 : Sansar de Rama Rao Tatineni
- 1987 : Kaash de Mahesh Bhatt
- 1987 : Thikana de Mahesh Bhatt
- 1987 : Uttar Dakshin de Prabhat Khanna
- 1988 : Pestonjee de Vijaya Mehta
- 1988 : Vijay de Yash Chopra
- 1988 : Ghar Mein Ram Gali Mein Shyam de Subhash Sanik
- 1988 : Peechha Karo de Pankaj Parashar
- 1988 : Tezaab de N. Chandra
- 1988 : Sone Pe Suhaaga de K. Bapaiah
- 1988 : Bees Saal Baad de Rajkumar Kohli
- 1988 : Tamacha de Ramesh Ahuja
- 1988 : Falak de Shashilal K. Nair
- 1988 : Kabzaa de Mahesh Bhatt
- 1988 : Hatya de Kirti Kumar
- 1988 : Zakhmi Aurat de Avtar Bhogal
- 1988 : Paap Ko Jalaa Kar Raakh Kar Doonga de K.R. Reddy
- 1988 : Dayavan de Feroz Khan
- 1988 : Agnee de J. Om Prakash
- 1989 : Taaqatwar de David Dhawan
- 1989 : Nishane Baazi de V.N. Menon
- 1989 : Chandni de Yash Chopra
- 1989 : Aakhri Gulam de Shibu Mitra
- 1989 : Sachai Ki Taqat de Rama Rao Tatineni
- 1989 : Jaaydaad de Dilip Naik
- 1989 : Nigahen: Nagina Part II de Harmesh Malhotra
- 1989 : Ram Lakhan de Subhash Ghai
- 1989 : Deshwasi de Rajiv Goswami
- 1989 : Main Azaad Hoon de Tinnu Anand
- 1989 : Kanoon Apna Apna de Gopal B.
- 1989 : Parinda de Vidhu Vinod Chopra
- 1989 : Main Tera Dushman de Vijay Reddy
- 1989 : Mahaadev de Raj N. Sippy
- 1989 : Daddy de Mahesh Bhatt - téléfilm
- 1989 : Tridev de Rajiv Rai
- 1989 : Ladaai de Deepak Shivdasani
- 1989 : Bhrashtachar de Ramesh Sippy
- 1989 : Zakhm d'Irfan Khan
- 1989 : Paap Ka Anth de Vijay Reddy
- 1989 : ChaalBaaz de Pankaj Parashar
- 1990 : Mera Pati Sirf Mera Hai de Manobala
- 1990 : Jeene Do de Rakesh Sethi
- 1990 : Izzatdaar de K. Bapaiah et J. Hemambar
- 1990 : Awaargi de Mahesh Bhatt
- 1990 : Khatarnaak de Bharat Rangachary
- 1990 : Muqaddar Ka Badshaah de Rama Rao Tatineni
- 1990 : Krodh de Shashilal K. Nair
- 1990 : Dil d'Indra Kumar
- 1990 : Jeevan Ek Sangharsh de Rahul Rawail
- 1990 : Aaj Ka Arjun de K.C. Bokadia
- 1990 : Nyay Anyay de Lawrence D'Souza
- 1991 : Pratigyabadh de Ravi Chopra
- 1991 : Mast Kalandar de Rahul Rawail
- 1991 : Saathi de Mahesh Bhatt
- 1991 : Trinetra de Harry Baweja
- 1991 : Khel de Rakesh Roshan
- 1991 : Haque de Harish Bhosle
- 1991 : Jamai Raja de Kodanda Rami Reddy A.
- 1991 : Phoolwati de Mohan JI Prasad
- 1991 : Dil Hai Ki Manta Nahin de Mahesh Bhatt
- 1991 : Hum de Mukul Anand
- 1991 : Ayee Milan Ki Raat de K. Pappu
- 1991 : Saudagar de Subhash Ghai
- 1991 : Lamhe de Yash Chopra
- 1992 : Heer Ranjha de Harmesh Malhotra
- 1992 : Beta d'Indra Kumar
- 1992 : Umar Pachpan Ki Dil Bachpan Ka d'Ajay Mehra
- 1992 : Vansh de Pappu Verma
- 1992 : Pyar Hua Chori Chori de K. Bapaiah et J. Hemambar
- 1992 : Nagin Aur Lootere de Mohan T. Gehani
- 1992 : Naseebwaala de Kalpataru
- 1992 : Shola Aur Shabnam de David Dhawan
- 1992 : Sarphira de Ashok Gaekwad
- 1992 : Parasmani de Mohan T. Gehani
- 1992 : Zindagi Ek Juaa de Prakash Mehra
- 1992 : Humlaa de N. Chandra
- 1992 : Ek Ladka Ek Ladki de Vijay Sadanah
- 1992 : Deedar de Pramod Chakravorty
- 1992 : Aasmaan Se Gira de Pankaj Parashar
- 1992 : Apradhi de K. Ravi Shankar
- 1992 : Parampara de Yash Chopra
- 1993 : Shreemaan Aashique de Deepak Anand
- 1993 : Darr de Yash Chopra
- 1993 : Lootere, de Dharmesh Darshan
- 1993 : Aansoo Bane Angaray de Mehul Kumar
- 1993 : Hum Hain Kamaal Ke
- 1993 : Khal Nayak de Subhash Ghai
- 1993 : Phoolan Hasina Ramkali de Kanti Shah
- 1993 : Aaj Kie Aurat de Avtar Bhogal
- 1993 : Baaghi Sultana de R. Thakur
- 1993 : Roop Ki Rani Choron Ka Raja de Satish Kaushik
- 1993 : Dil Ki Baazi de Anil Ganguly
- 1993 : Kayda Kanoon
- 1993 : Waqt Hamara Hai de Bharat Rangachary
- 1993 : Gumrah de Mahesh Bhatt
- 1993 : Izzat Ki Roti de K. Pappu
- 1993 : Sainik de Sikander Bharti
- 1993 : Dil Tera Aashiq de Lawrence D'Souza
- 1993 : Tadipaar de Mahesh Bhatt
- 1993 : Kasam Teri Kasam de Raman Kumar
- 1993 : 1942: A Love Story de Vidhu Vinod Chopra
- 1994 : Vivekananda de G.V. Iyer
- 1994 : Maha Shaktishaali de K. Pappu
- 1994 : Hum Aapke Hain Kaun...! de Sooraj R. Barjatya
- 1994 : Karan de Shiv Kumar
- 1994 : Insaniyat de Tony Juneja
- 1994 : Laadla de Raj Kanwar
- 1994 : Eena Meena Deeka de David Dhawan
- 1994 : Baali Umar Ko Salaam de Vasant R. Patel
- 1994 : Saajan Ka Ghar de Surendra Bohra
- 1994 : Pyaar Ka Rog de Akashdeep
- 1994 : Pehla Pehla Pyaar de Manmohan Singh
- 1994 : Chaand Kaa Tukdaa de Sawan Kumar
- 1994 : Ikke Pe Ikka de Raj N. Sippy
- 1995 : Dil Ka Doctor d'Avtar Bhogal
- 1995 : Zamaana Deewana de Ramesh Sippy
- 1995 : Oh Darling Yeh Hai India de Ketan Mehta
- 1995 : Taqdeerwala de K. Muralimohana Rao
- 1995 : Dushmani: A Violent Love Story de Bunty Soorma et Shekhar Kapur
- 1995 : Janam Kundli de Tariq Shah
- 1995 : Dilwale Dulhania Le Jayenge d'Aditya Chopra
- 1995 : Ram Shastra de Sanjay Gupta
- 1996 : Nirbhay
- 1996 : Vishwasghaat de Himanshu Brahmbhatt
- 1996 : Duniyaa Jhukti Hai
- 1996 : Shastra de Sanjay Khanna
- 1996 : Chaahat de Mahesh Bhatt
- 1996 : Tu Chor Main Sipahi de Guddu Dhanoa
- 1996 : Papa Kahte Hain de Mahesh Bhatt
- 1996 : PremGranth de Rajiv Kapoor
- 1996 : Shohrat
- 1996 : Maahir de Lawrence D'Souza
- 1996 : Mr. Bechara de K. Bhagyaraja
- 1997 : Judwaa de David Dhawan
- 1997 : Uff! Yeh Mohabbat de Vipin Handa
- 1997 : Gudgudee de Basu Chatterjee
- 1997 : Share Bazaar de Manmohan
- 1997 : Sanam de Aziz Sejawal
- 1997 : Saat Rang Ke Sapne de Priyadarshan
- 1997 : Zor de Sangeeth Sivan
- 1997 : Agni Chakra de Amit Suryavanshi
- 1997 : Ziddi de Guddu Dhanoa
- 1997 : ...Aur Pyaar Ho Gaya de Rahul Rawail
- 1997 : Mere Sapno Ki Rani de K. Raghavendra Rao
- 1997 : Deewana Mastana de David Dhawan
- 1997 : Aflatoon de Guddu Dhanoa
- 1998 : Doli Saja Ke Rakhna de Priyadarshan
- 1998 : China Gate de Rajkumar Santoshi
- 1998 : Tirchhi Topiwale de Nadeem Khan
- 1998 : Hazaar Chaurasi Ki Maa de Govind Nihalani
- 1998 : Keemat de Sameer Malkan
- 1998 : Salaakhen de Guddu Dhanoa
- 1998 : Aunty No. 1 de Guddu Dhanoa
- 1998 : Jab Pyaar Kisise Hota Hai de Deepak Sareen
- 1998 : Puraido: Unmei no toki de Shunya Ito
- 1998 : Bade Miyan Chote Miyan de David Dhawan
- 1998 : Kuch Kuch Hota Hai de Karan Johar
- 1998 : Prem Aggan de Feroz Khan
- 1998 : Jhooth Bole Kauwa Kaate de Hrishikesh Mukherjee
- 1999 : Hum Aapke Dil Mein Rehte Hain de Satish Kaushik
- 1999 : Sooryavansham de Satyanarayana E.V.V. et Pranavanand
- 1999 : Haseena Maan Jaayegi de David Dhawan

#### Années 2000
- 2000 : Shikaar de Bobby Raj
- 2000 : Kaho Naa... Pyaar Hai de Rakesh Roshan
- 2000 : Dulhan Hum Le Jayenge de David Dhawan
- 2000 : Kya Kehna de Kundan Shah
- 2000 : Refugee de J.P. Dutta
- 2000 : Dhadkan de Dharmesh Darshan
- 2000 : Hamara Dil Aapke Paas Hai de Satish Kaushik
- 2000 : Dhaai Akshar Prem Ke Raj Kanwar
- 2000 : Aaghaaz de Yogesh Ishwar
- 2000 : Mohabbatein d'Aditya Chopra
- 2000 : Ghaath de Akashdeep
- 2001 : Aashiq d'Indra Kumar
- 2001 : Jodi No.1 de David Dhawan
- 2001 : Kyo Kii... Main Jhuth Nahin Bolta de David Dhawan
- 2001 : Rehnaa Hai Terre Dil Mein de Gautham Menon
- 2002 : Little John de Srinivasa Rao Singeetham
- 2002 : Koi Mere Dil Se Poochhe de Vinay Shukla
- 2002 : Joue-la comme Beckham (Bend It Like Beckham) de Gurinder Chadha
- 2002 : Yeh Hai Jalwa de David Dhawan
- 2003 : Banana Brothers de Girja Shankar
- 2003 : Jaal: The Trap de Guddu Dhanoa
- 2003 : Second Generation de Jon Sen - téléfilm
- 2004 : Kaun Hai Jo Sapno Mein Aaya ? de Rajesh Bhatt
- 2004 : Shart: The Challenge de Puri Jagannath
- 2004 : Meri Biwi Ka Jawaab Nahin de Pankaj Parashar et S.M. Iqbal
- 2004 : Garv: Pride and Honour de Puneet Issar
- 2004 : Tumsa Nahin Dekha d'Anurag Basu
- 2004 : Coup de foudre à Bollywood (Bride & Prejudice) de Gurinder Chadha
- 2004 : Urgences (épisode « Jeunesses blessées », saison 11) - série télévisée
- 2004 : Shukriya d'Anupam Sinha
- 2004 : MI-5 (épisode « Guerre intestine », saison 3) - série télévisée
- 2004 : Veer-Zaara de Yash Chopra
- 2005 : Yaara Naal Bahara de Manmohan Singh
- 2005 : It's a Mismatch d'Ajmal Zaheer Ahmad
- 2005 : Kyaa Kool Hai Hum de Sangeeth Sivan
- 2005 : Main Aisa Hi Hoon de Harry Baweja
- 2005 : Hum Jo Keh Na Paaye - téléfilm
- 2005 : Paheli d'Amol Palekar
- 2005 : Sarkar de Ram Gopal Varma
- 2005 : The Mistress of Spices de Paul Mayeda Berges
- 2005 : Maine Gandhi Ko Nahin Mara de Jahnu Barua
- 2006 : Hope and a Little Sugar de Tanuja Chandra
- 2006 : Prateeksha de Basu Chatterjee
- 2006 : Rang De Basanti de Rakeysh Omprakash Mehra
- 2006 : American Blend de Varun Khanna
- 2006 : Shaadi Se Pehle de Satish Kaushik
- 2006 : Chup Chup Ke de Priyadarshan
- 2006 : Aap Ki Khatir de Dharmesh Darshan
- 2006 : Khosla Ka Ghosla de Dibakar Banerjee
- 2006 : Jaan-E-Mann de Shirish Kunder
- 2006 : Zamaanat, de S. Ramanathan
- 2006 :  Vivah, de Sooraj Barjatya
- 2007 : Lust, Caution, d'Ang Lee
- 2007 : Shakalaka Boom Boom, de Suneel Darshan
- 2007 : Kuttrapathirikai de R. K. Selvamani
- 2007 : Laaga Chunari Mein Daag de Pradeep Sarkar
- 2007 : Victoria No. 203: Diamonds Are Forever d'Anant Mahadevan
- 2007 : Jaane Bhi Do Yaaron de Sanjay Sharma
- 2007 : Gandhi Park
- 2008 : The Other End of the Line de James Dodson
- 2008 : Dhoom Dadakka
- 2008 : C Kkompany de Sachin Yardi
- 2008 : A Wednesday! de Neeraj Pandey
- 2008 : Tahaan de Santosh Sivan
- 2008 : De Taali d'E. Niwas
- 2008 : God Tussi Great Ho de Rumi Jaffery
- 2008 : Meerabai Not Out de Chandrakant Kulkarni
- 2009 : Dil Bole Haddipa , d'Anurag Singh
- 2010 : Vous allez rencontrer un bel et sombre inconnu (You Will Meet a Tall Dark Stranger) de Woody Allen
- 2011 : Game d'Abhinay Deo
- 2012 : Happiness Therapy de David O. Russell
- 2013 : Special 26 de Neeraj Pandey (en)
- 2015 : Sharafat Gayi Tel Lene (en) de Gurmmeet Singh : D. K. Thawani
- 2015 : Baby (en) de Neeraj Pandey (en) : Shukla
- 2015 : Roy (en) de Vikramjit Singh : père de Kabir
- 2015 : Dirty Politics (en) de K. C. Bokadia (en) : Satyaprakash Mishra
- 2015 : Un trésor appelé Amour de Sooraj Barjatya : Diwan
- 2015-2017 : Sense8 (série télévisée) : Sanyam Dandekar, le père de Kala (rôle principal - 11 épisodes)
- 2016 : Buddha in a Traffic Jam (en) de Vivek Agnihotri (en) : Professeur Jamshed Batki
- 2016 : Last Call (A Family Man) de Mark Williams : Dr. Savraj Singh
- 2016 : M.S. Dhoni: The Untold Story (en) de Neeraj Pandey (en) : Pan Singh Dhoni
- 2016 : Saat Uchakkey (en) de Sanjeev Sharma : Diwan
- 2017 : The Big Sick de Michael Showalter : Azmat
- 2017 : Naam Shabana (en) de Shivam Nair (en) : Om Prakash Shukla
- 2017 : Indu Sarkar (en) de Madhur Bhandarkar : Nana Pradhan
- 2017 : Toilet: Ek Prem Katha de Shree Narayan Singh (en) : Dinanath Joshi
- 2017 : Judwaa 2 (en) de David Dhawan : Mr. Balraj Bakshi
- 2017 : Ranchi Diaries (en) de Sattwik Mohanty : Thakur Bhaiya - également producteur
- 2017 : The Indian Detective (en) de Frank Spotnitz et Smita Bhide : Stanley D'Mello (4 épisodes)
- 2018 : Aiyaary (en) de Neeraj Pandey (en) : Tariq Ali
- 2018 : Baa Baaa Black Sheep (en) de Vishwas Paandya : Charudutt Sharma / Charlie
- 2018 : Love Sonia (en) de David Womark : Baldev Singh
- 2018 : Attaque à Mumbai (Hotel Mumbai) de'Anthony Maras : chef Hemant Oberoi
- 2018 : Mrs Wilson :  Shahbaz Karim
- 2018 - 2021 : New Amsterdam : Dr Vijay Kapoor (rôle principal)
- 2019 : The Accidental Prime Minister (en) de Vijay Ratnakar Gutte : Manmohan Singh
- 2019 : One Day: Justice Delivered (en) de Ashok Nanda : Justice Tyagi
- 2023 :Trial by Fire' de Prashant Nair , Kevin Luperchio : capitaine Hardeep Bedi

### Producteur
- 1999 : Bariwali de Rituparno Ghosh
- 2005 : Maine Gandhi Ko Nahin Mara de Jahnu Barua

### Réalisateur
- 2002 : Om Jai Jagadish
- 2012 : I Went Shopping for Robert De Niro (court métrage)

## Distinctions
- Filmfare Awards
  - 1985 : Meilleur acteur pour Saaransh
  - 1989 : Meilleur acteur dans un second rôle pour Vijay
  - 1992 : Meilleur acteur dans un rôle comique pour Lamhe
  - 1994 : Meilleur acteur dans un rôle comique pour Darr
  - 1996 : Meilleur acteur dans un rôle comique pour Dilwale Dulhania Le Jayenge
- Distinctions
  - 2004 : Padma Shri, distinction remise par le gouvernement indien pour service rendu à la nation
  - 2005 : Divya Himachal Award, distinction remise par le dalaï-lama
  - 2016 : Padma Bhushan, distinction remise par le président, Pranab Mukherjee pour sa contribution au cinéma[4]